# Giannantonio De Vincenzo
Giannantonio De Vincenzo (Venezia, luglio 1954) è un sassofonista jazz italiano.

## Biografia
Giannantonio De Vincenzo inizia la sua carriera all'età di 20 anni verso la metà degli anni '70.
Diplomatosi in quegli anni al Conservatorio di Verona, dopo un inizio da autodidatta, sviluppa progetti e collaborazioni sia in ambito jazz che sperimentale.
Nella seconda metà degli anni '70 diventano più frequenti le collaborazioni di tipo teatrale, sia in Italia che all'estero, attraverso la composizione di colonne sonore originali. Tra le maggiori di quel periodo si ricordano le compagnie: Ellipse e M.M.T. (Parigi), Perhaps (Napoli), Roy Art Theatre (Londra), Teatro delle Briciole (Reggio Emilia).
Nei primi anni '80 l'attività musicale si sposta quasi integralmente nel nord Europa, Svezia e Francia in prevalenza, paesi in cui era più viva la sperimentazione in ambito jazzistico. Di questo periodo sono le collaborazioni parigine con il trombettista giapponese Itaru Oki e con il regista e direttore artistico Adriano Sinivia.
Tra la fine del 1983 e l'inizio del 1984, De Vincenzo ritorna nella sua città d'origine.
Dal 1984 è membro stabile di Keptorchestra, fondata da Marcello Tonolo e Maurizio Caldura, progetto musicale a cui negli anni partecipano come ospiti musicisti del calibro di Steve Lacy, Sal Nistico, Enrico Rava, Paul Jeffry. Se nel 1988 pubblica Soft Landing (Splasc(h) Records) con il suo Giannantonio De Vincenzo Quintet, mentre l'omonimo album dei Keptorchestra esce nel 1991 e viene prodotto dalla Nord Sound Edizioni Musicali. È invece del 1990 il secondo vinile inciso a nome Giannantonio De Vincenzo ed intitolato La fiaba dell'orso.
Contemporaneamente nasce il centro di produzione musicale Il Suono Improvviso. L'orchestra Il Suono Improvviso partecipa come punto di riferimento attivo per la città di Venezia a svariate iniziative musicali, incidendo nel corso degli anni anche due raccolte, a cui De Vincenzo partecipa nella veste di direttore e compositore.
A partire dal 1999 organizza per oltre un decennio l'importante manifestazione Venezia Suona, trasformando per un giorno l'intera città in un palcoscenico nel quale gruppi e musicisti anche internazionali e di diverse estrazioni, si esibiscono nei campi e campielli dal pomeriggio fino a notte.
Nel 2002 dà vita al progetto musicale Mamacaleba, sostenuto esclusivamente da musicisti dell'area veneziana che assieme formano una piccola orchestra il cui scopo è quello di riproporre lo spirito e la passione che animava le “funky band” tipiche degli anni '70, rivisitandone però i contenuti attraverso una più moderna ricerca delle sonorità, progetto poi sfociato nella registrazione dell'omonimo CD.
L'esperienza ultra trentennale nel mondo della musica, lo ha visto collaborare a musicisti del calibro di Paolo Birro, Franco Cerri, Steve Lacy, Sylvie Courvoisier, Franco D’Andrea, Riccardo Del Frà, Carlo Ceriani, Roberto Gatto, Sandro Gibellini, Piero Leveratto, Enrico Intra, Lee Konitz, Tony Overwater e Pietro Tonolo.
Da segnalare anche la sua presenza come ospite in varie formazioni musicali al fianco di Albert Mangelsdorff, Giovanni Tommaso, Gianluigi Trovesi e Kenny Wheeler.

## Discografia

### Album
- 1988 - Soft Landing - Come Giannantonio De Vincenzo Quintet
- 1990 - La fiaba dell'orso - Special Guest: Franco D'Andrea Featuring Roberto Gatto
- 1996 - Amigdala - Con Pietro Tonolo
- 2010 - I piedi nelle scarpe

### Con Il Suono Improvviso
- 1991 - Il Suono Improvviso
- 1993 -  Lee Konitz a Venezia

### Con Keptorchestra
- 1994 - Sweet Sixteen - con Steve Lacy

### Con Mamacaleba
- 2003 - ...E la festa va in porto